# Arenaria monilifera
Arenaria monilifera är en nejlikväxtart som beskrevs av Johannes Mattfeld. Arenaria monilifera ingår i släktet narvar, och familjen nejlikväxter. Inga underarter finns listade i Catalogue of Life.